# Moris (Chihuahua)
Moris es una ciudad y asiento de Municipio de Moris, en el estado mexicano del norte de Chihuahua. En 2010, la ciudad de Moris tenía una población de 1.799, y en 2005 contaba con una población habitacional de 1.158.

## Toponimia
El nombre de la localidad proviene del tarahumara moris, que significa «lugar de humo».

## Clima
Moris tiene un clima mediterráneo (Köppen Csa), con veranos calurosos e inviernos suaves, a menudo presentando temperaturas bajo cero. La temperatura más alta jamás registrada en Moris es de 51,5 °C (125 °F), registrada en junio de 2014, y una temperatura baja de -7,0 °C (19 °F) se registró en enero de 1977.
| Parámetros climáticos promedio de Moris, Chihuahua (1981–2010, extremos) (1972-presente)                    | Parámetros climáticos promedio de Moris, Chihuahua (1981–2010, extremos) (1972-presente) | Parámetros climáticos promedio de Moris, Chihuahua (1981–2010, extremos) (1972-presente) | Parámetros climáticos promedio de Moris, Chihuahua (1981–2010, extremos) (1972-presente) | Parámetros climáticos promedio de Moris, Chihuahua (1981–2010, extremos) (1972-presente) | Parámetros climáticos promedio de Moris, Chihuahua (1981–2010, extremos) (1972-presente) | Parámetros climáticos promedio de Moris, Chihuahua (1981–2010, extremos) (1972-presente) | Parámetros climáticos promedio de Moris, Chihuahua (1981–2010, extremos) (1972-presente) | Parámetros climáticos promedio de Moris, Chihuahua (1981–2010, extremos) (1972-presente) | Parámetros climáticos promedio de Moris, Chihuahua (1981–2010, extremos) (1972-presente) | Parámetros climáticos promedio de Moris, Chihuahua (1981–2010, extremos) (1972-presente) | Parámetros climáticos promedio de Moris, Chihuahua (1981–2010, extremos) (1972-presente) | Parámetros climáticos promedio de Moris, Chihuahua (1981–2010, extremos) (1972-presente) | Parámetros climáticos promedio de Moris, Chihuahua (1981–2010, extremos) (1972-presente) |
| Mes | Ene.                                                                                     | Feb.                                                                                     | Mar.                                                                                     | Abr.                                                                                     | May.                                                                                     | Jun.                                                                                     | Jul.                                                                                     | Ago.                                                                                     | Sep.                                                                                     | Oct.                                                                                     | Nov.                                                                                     | Dic.                                                                                     | Anual                                                                                    |
| --- | ---------------------------------------------------------------------------------------- | ---------------------------------------------------------------------------------------- | ---------------------------------------------------------------------------------------- | ---------------------------------------------------------------------------------------- | ---------------------------------------------------------------------------------------- | ---------------------------------------------------------------------------------------- | ---------------------------------------------------------------------------------------- | ---------------------------------------------------------------------------------------- | ---------------------------------------------------------------------------------------- | ---------------------------------------------------------------------------------------- | ---------------------------------------------------------------------------------------- | ---------------------------------------------------------------------------------------- | ---------------------------------------------------------------------------------------- |
| Temp. máx. abs. (°C)                                                                                        | 32.0                                                                                     | 37.0                                                                                     | 39.0                                                                                     | 45.0                                                                                     | 45.0                                                                                     | 51.5                                                                                     | 44.0                                                                                     | 43.0                                                                                     | 42.0                                                                                     | 39.0                                                                                     | 36.0                                                                                     | 38.0                                                                                     | 51.5                                                                                     |
| Temp. máx. media (°C)                                                                                       | 24.4                                                                                     | 26.1                                                                                     | 28.9                                                                                     | 32.4                                                                                     | 36.3                                                                                     | 38.2                                                                                     | 35.1                                                                                     | 34.4                                                                                     | 34.0                                                                                     | 31.1                                                                                     | 27.9                                                                                     | 24.0                                                                                     | 31.1                                                                                     |
| Temp. media (°C)                                                                                            | 13.4                                                                                     | 14.8                                                                                     | 17.3                                                                                     | 20.4                                                                                     | 24.4                                                                                     | 28.2                                                                                     | 27.4                                                                                     | 26.8                                                                                     | 25.8                                                                                     | 21.3                                                                                     | 17.1                                                                                     | 13.2                                                                                     | 20.8                                                                                     |
| Temp. mín. media (°C)                                                                                       | 2.3                                                                                      | 3.4                                                                                      | 5.7                                                                                      | 8.5                                                                                      | 12.5                                                                                     | 18.2                                                                                     | 19.6                                                                                     | 19.1                                                                                     | 17.6                                                                                     | 11.5                                                                                     | 6.4                                                                                      | 2.4                                                                                      | 10.6                                                                                     |
| Temp. mín. abs. (°C)                                                                                        | -7.0                                                                                     | -4.0                                                                                     | -5.0                                                                                     | -1.0                                                                                     | 2.0                                                                                      | 10.0                                                                                     | 10.0                                                                                     | 7.0                                                                                      | 10.0                                                                                     | 0.9                                                                                      | -4.0                                                                                     | -4.0                                                                                     | -7.0                                                                                     |
| Precipitación total (mm)                                                                                    | 41.2                                                                                     | 17.1                                                                                     | 10.0                                                                                     | 7.8                                                                                      | 9.4                                                                                      | 43.0                                                                                     | 108.5                                                                                    | 85.4                                                                                     | 52.1                                                                                     | 25.4                                                                                     | 9.3                                                                                      | 24.8                                                                                     | 434.0                                                                                    |
| Días de precipitaciones (≥ 0.1 mm)                                                                          | 3.1                                                                                      | 1.1                                                                                      | 0.7                                                                                      | 0.8                                                                                      | 0.7                                                                                      | 3.0                                                                                      | 7.8                                                                                      | 6.4                                                                                      | 3.8                                                                                      | 0.9                                                                                      | 0.8                                                                                      | 2.2                                                                                      | 31.1                                                                                     |
| Fuente: Servicio Meteorológico Nacional (Average temperatures, 1981-2010 - Extreme temperatures, 1972-2014) |                                                                                          |                                                                                          |                                                                                          |                                                                                          |                                                                                          |                                                                                          |                                                                                          |                                                                                          |                                                                                          |                                                                                          |                                                                                          |                                                                                          |                                                                                          |